# Eugenia Osho-Williams
Eugenia Osho-Williams (ur. 19 stycznia 1961) – sierraleońska lekkoatletka, reprezentantka Sierra Leone na Letnich Igrzyskach Olimpijskich 1980 w biegu na 100 m., biegu na 200 m., biegu na 400 m., biegu na 800 m. oraz w biegu na 100 m. na Letnich Igrzyskach Olimpijskich 1984 w Los Angeles.

## Letnie Igrzyska Olimpijskie 1980
W biegu na 100 m. kobiet zajęła 8. miejsce w biegu numer 3. Osho-Williams ukończyła bieg z czasem 12.95, osiągając lepszy rezultat od rodaczki Estelli Meheux, która ukończyła bieg z czasem 13.22. 
W biegu na 200 m. zajęła 5. miejsce w biegu numer jeden, kończąc bieg z czasem 25.87. Nie wystarczyło to do awansu, a najlepszy wynik uzyskała reprezentantka Jamajki Merlene Ottey-Page, która ukończyła bieg z czasem 22.70.
W biegu na 400 m. reprezentowała Sierra Leone jako jedyna. Bieg ukończyła z czasem 1:00.44, tracąc do zwyciężczyni ponad 9. sekund. W biegu na 800 m. osiągnęła najsłabszy wynik spośród wszystkich uczestników. Ukończyła bieg z czasem 2:33.4, tracąc do przedostatniej zawodniczki, Fatalmoudou Touré blisko 15. sekund.

## Letnie Igrzyska Olimpijskie 1984
Na igrzyskach w Los Angeles reprezentowała Sierra Leone tylko w konkurencji biegu na 100 metrów. W biegu kwalifikacyjnym numer jeden zajęła ostatnie, 8. miejsce, kończąc bieg z czasem 12.83. Gorszy rezultat od sierraleońskiej zawodniczki uzyskała tylko reprezentantka Fidżi Miriama Tuisorisori-Chambault, która ukończyła bieg z czasem 13.04.